# La Tarabilla
Isabel Martínez (Ciudad de México, 4 de noviembre de 1946-Ibidem, 7 de agosto de 2021), conocida como La Tarabilla, fue una actriz y comediante mexicana.

## Biografía y carrera
Empezó su carrera en 1975 como conductora, en el programa Saber y hacer. Desde allí, se convirtió en una de las actrices cómicas más destacadas, desarrollando una increíble capacidad para hacer reír a la gente. Ha trabajado en diversos programas de comedia, tales como Mi secretaria, Salón de belleza, El hospital de la risa y Bajo el mismo techo, entre otros. Ha realizado participaciones especiales en programas como La Hora Pico, Los comediantes, XHDRBZ y La escuelita VIP.
También desarrolló una prolífica carrera como actriz de telenovelas, demostrando su talento para el drama. Debutó en la telenovela Amor en silencio en 1988 encarnando a Martina, la noble empleada de la familia protagonista. Desde entonces ha participado en telenovelas como Amor de nadie interpretando a Laureana, Los parientes pobres, María Isabel, Gotita de amor, Carita de ángel y Amar otra vez,  volver a empezar entre muchas otras.
A su vez, en cine ha destacado en películas como La mujer policía, Arri, arri, Llegamos, los fregamos y nos fuimos y Al que nace pa' tamal del cielo le caen las desas.
También trabajó en teatro, interviniendo en veinticinco obras como actriz y tres como directora.
Se ganó el sobrenombre de "La Tarabilla" por su capacidad para hablar rápidamente.

### Vida personal y muerte
Fue compañera sentimental del destacado comediante Pompín Iglesias por más de 30 años, hasta la muerte de éste en 2007. Procrearon un hijo juntos, el también actor cómico Alfonso Iglesias "Pompín III". Nunca se casaron. 
Falleció el 7 de agosto de 2021 a los 74 años de edad a causa de un paro cardiorrespiratorio.

## Filmografía

### Películas
- Locas por el cambio (2020) - Enedina[5]
- My Story (2015) - Adriana
- Flor de fango (2011) - Ofelia
- Fray Justicia (2009) - Susanita
- Caracol desnudo (2007)
- Los apuros de un mojado (1999) - Beata
- Al que nace pa' tamal, del cielo le caen las desas (1990) - Nicasia
- Noche de recamaras (1990)
- La mujer policía (1987)
- Llegamos, los fregamos y nos fuimos (1985)
- Nosotros los pelados (1984)
- Arri, arri (1976)
- Albures mexicanos (1975)

### Televisión
- Lorenza (2019) - Amiga de Chayo
- La bella y las bestias (2018) - Trabajadora en la agencia de automóviles "Madame"[6]
- 3 familias (2017-2018) - Blanca
- La gata (2014) - Micaela
- Por siempre mi amor (2013/14) - Cuca
- Como dice el dicho (2012-2016) - Fica / Lupe / Chonita / Doña Circu / Carmelita
- Cachito de cielo (2012)
- Por ella soy Eva (2012) - La Tabula
- Mujeres asesinas (2009) - Carmelita González
- Central de abasto (2009) - Lupe
- La rosa de Guadalupe (2008)
- Alerta virus del Zitka - Nidia
- Corazón de dos países - Meche
- El cisne del estanque - Irma
- Los quince de mamá - Tita
- Otra manera de ser un ángel - Camelia
- Tiempo de ilusiones - Nicanora
- Una moneda de amor - Licha
- ¿Y ahora qué hago? (2007) - Sra. Rubiales
- La familia P. Luche (2007) - Madre Superiora
- XHDRBZ (2007) - Madre Superiora
- Vecinos (2006) - Madame You
- Bajo el mismo techo (2005) - Socorro
- Corazones al límite (2004)[7]
- Amar otra vez (2003) - Juanita
- Así son ellas (2002-2003) - Nicandra
- ¡Vivan los niños! (2002-2003) - Pancha
- Mujer bonita (2001) - Rafaela
- Carita de ángel (2000-2001) - Tía Domitila
- Alma rebelde (1999) - Evangelina
- Gotita de amor (1998) - Candelaria
- María Isabel (1997-1998) - Chole
- Mujer, casos de la vida real (1997-2005)
- Para toda la vida (1996-1997) - Eulalia
- María la del barrio (1995) - Cutberta
- María José (1995) - Cleta
- Los parientes pobres (1993-1994) - Telefonista
- El abuelo y yo (1992) - Recepcionista en el hospital
- Amor de nadie (1990-1991) - Laureana
- Amor en silencio (1988-1989) - Martina
- Salón de belleza (1985)
- El hospital de la risa (1985)
- Mi secretaria (1975)